# Tabanus sabuletoroides
Tabanus sabuletoroides är en tvåvingeart som beskrevs av Xu 1979. Tabanus sabuletoroides ingår i släktet Tabanus och familjen bromsar. Inga underarter finns listade i Catalogue of Life.